# Een zakje chips
Een zakje chips is het 14de stripverhaal van De Kiekeboes. De reeks wordt getekend door striptekenaar Merho.

## Verhaal
Een inbreker levert de inhoud van een doosje aan Daisy Bell. Zij probeert de inhoud vanuit de VS naar Europa te smokkelen door deze te verpakken in een zakje chips. Balthazar ontvangt het zakje chips met de geheimzinnige inhoud, maar botst tegen Marcel Kiekeboe die zelf net een echt zakje chips gekocht heeft. Beide zakjes worden hierdoor per ongeluk van eigenaar verwisseld. Kiekeboe eet het verdachte zakje chips helemaal op. Daisy Bell heeft van Balthazar echter niet het bedrag gekregen dat ze wilde en verneemt door Balthazar en zijn chef af te luisteren wat er is misgelopen. Balthazars chef gaat naar Kiekeboes huis en doet alsof hij een chipsfabrikant is. Hij vertelt Kiekeboe dat hij een vergiftigd zakje chips heeft opgegeten en laat hem in het geheim een operatie ondergaan in een ziekenhuis te Neder-over-opper-onder-heembeek.
Fanny Kiekeboe en Konstantinopel Kiekeboe vinden de hele kwestie maar verdacht en besluiten op onderzoek uit te gaan. Ze ontdekken dat Kiekeboe wat werd voorgelogen en Dokter Oetker een geschorste dokter is. Fanny en Konstantinopel gaan 's nachts naar het ziekenhuis waar Kiekeboe zal worden geopereerd. Fanny schakelt de verpleegster uit en neemt zelf haar plaats in. Daisy Bell, die ook ter plekke is, begint met haar te vechten, maar wordt uiteindelijk gekidnapt door een geheimzinnige man met een cowboyhoed. Konstantinopel, die denkt dat de man Fanny ontvoert, rijdt stiekem mee met diens auto. Konstantinopel ontdekt dat de man met de cowboyhoed Daisy Bell bij schaakgrootmeester Zofstuiger brengt. Hij wordt echter betrapt en in de cel gegooid.
Ondertussen ontmaskert de verpleegster tijdens de operatie ook Fanny. Ze wordt opgesloten en omdat de ziekenwagen gestolen blijkt te zijn (door de man met de cowboyhoed) stellen ze de hele operatie uit tot de grote baas ter plekke is. Die baas blijkt Béber Tsuklatski te zijn, de bekende schaker. De volgende ochtend blijkt Kiekeboe hetgeen ze zoeken reeds "via de natuurlijke weg" te hebben gegeven. Tsuklatski en zijn handlangers nemen hierop het toiletpotje mee en vluchten per auto weg. Konstantinopel en de man in cowboyhoed keren kort erop terug, bevrijden Fanny, nemen de nog slapende Kiekeboe mee en zetten de achtervolging in. Charlotte Kiekeboe en Goegebuer, die dit alles gezien hebben, achtervolgen hen op hun beurt. Tijdens de achtervolging springt de ziekenwagendeur open en rijdt Kiekeboe op een brancard een bos in, waar hij ontwaakt. In een tapijtwinkel komt Tsukalkski's wagen bruusk tot stilstand door een tapijtrol. Hij wil vluchten, maar Balthazar blijkt de inhoud van het toiletpotje reeds vóór ze vertrokken te hebben weggespoeld. De politie rekent hen allemaal in.
Na afloop blijkt dat er in het zakje chips computerchips zaten, afkomstig uit een schaakcomputer. Tsukalkski wilde deze inplanten om zo de beste schaker ter wereld te worden. De man in de cowboyhoed blijkt John Potato te zijn, uitvinder van de schaakcomputer. Het verhaal eindigt met Kiekeboe die nog steeds in pyjama langs de weg staat te liften.

## Achtergrond
In strook 11 maakt overbuurman Fernand Goegebuer zijn debuut.